# Kockums

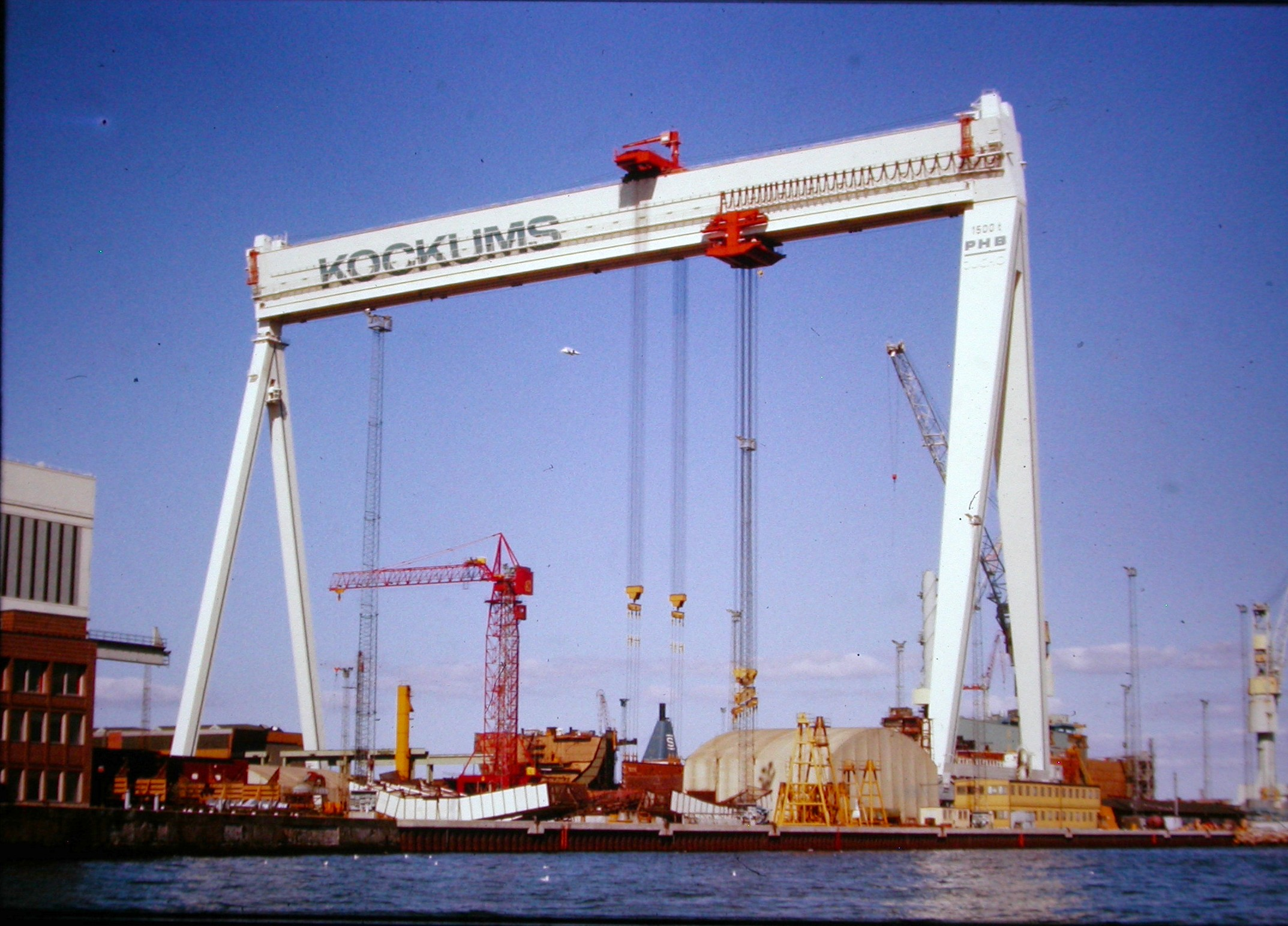
Kran der Kockums-Werft in Malmö im Jahr 1978

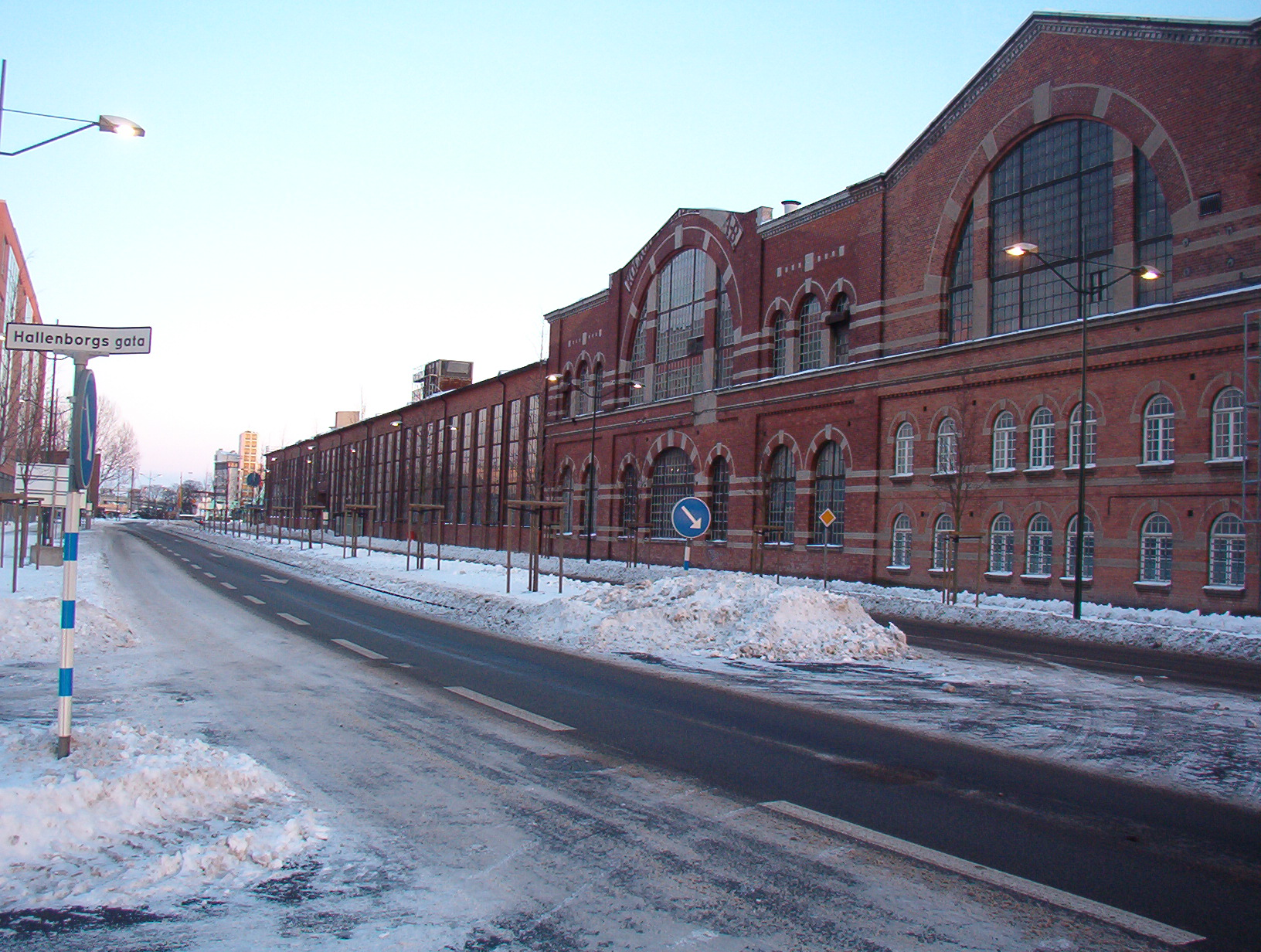
Alte Gießerei und Maschinenwerkstatt

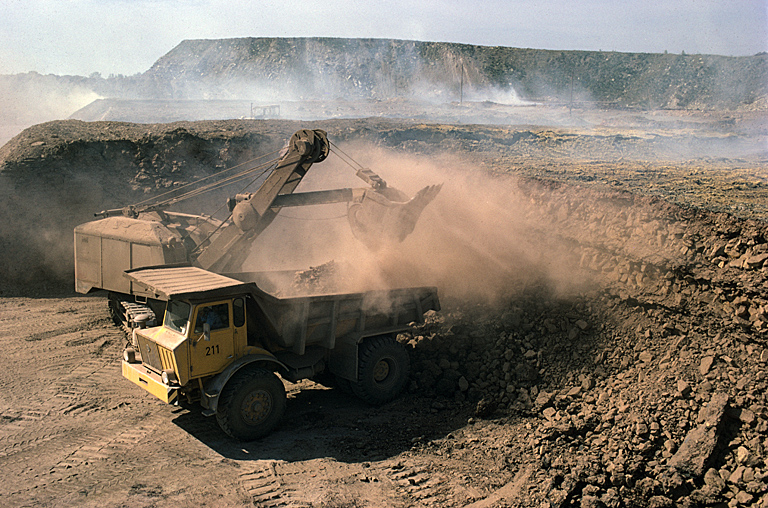
Ein Kockums KL-420-Muldenkipper

Die SAAB Kockums AB ist eine schwedische Schiffswerft mit Sitz in Malmö und stellt vor allem militärische Fahrzeuge her. Seit 2014 ist sie Teil der Saab-Unternehmensgruppe.

## Geschichte

### Kockums im 19. Jahrhundert
In den 1820er Jahren etablierte sich die Familie Kockum als Handels- und Industrieunternehmer in Malmö. Frans Henrik Kockum baute mit der Verarbeitung von Tabak ein großes Vermögen auf. Dies gab ihm die Möglichkeit, 1840 eine Maschinenwerkstatt (Kockums Mekaniska Werkstad) einzurichten, die anfangs vor allem landwirtschaftliche Geräte, Brennapparate, Herde und Öfen sowie ab 1850 auch Eisenbahnwagen herstellte. 1870 kam eine Werft zur Werkstatt hinzu. Die Familie besaß ferner eine Ziegelei in Lomma, die sich später zur 1871 gebildeten Skånska Cement AB entwickelte. Die 1875 entstandene Kockums Jernverks AB war ein weiteres Unternehmen, das der Familie gehörte. Hintergrund dafür war der Eisenbedarf in Blekinge und Småland.

### Strukturwandel
In den Jahren seit dem Ersten Weltkrieg wurde ein Strukturwandel der Kockumsunternehmen durchgeführt. Kockums Mekaniska Verkstads AB in Malmö konzentrierte sich auf die Produktion von Fahrzeugen, Eisenbahnwaggons und Brücken, das Kockums Jernverk (mit Tätigkeit vor allem in Kallinge und Ronneby) spezialisierte sich auf Stahl, Stahlprodukte, galvanisierte und emaillierte Waren. Unter anderem baute Kockums 1935 auch den ersten Hofzug des Schahs von Persien. Der Werftbetrieb und das Brückenbauunternehmen expandierten nach dem Ersten Weltkrieg sehr stark. In den 1950ern und 1960ern war die Werft in Malmö zu einer der größten auf der Welt gewachsen, vor allem mit der Herstellung von großen Frachtschiffen. Parallel mit deren Produktion wurde auch etwas Reederei betrieben. Nach dem Erwerb der AB Landsverk 1948 entwickelten sich auch die übrigen Maschinenbauunternehmen mit der Kockums Mekaniska Verkstad.

### Expansion, Niedergang und Besitzerwechsel
Die Expansion setzte sich bis zur Mitte der 1970er Jahre fort, als bei den anderen Unternehmen, wie etwa Kockums Jernverk wirtschaftliche Probleme entstanden, die daraufhin abgewickelt oder verkauft wurden. Kockums Mekaniska Verkstads AB (seit 1977 Kockums AB) begann ebenfalls ihre Tätigkeit umzustrukturieren, aber als Folge der schlechten Ertrags- und Zukunftsaussichten wurde das Unternehmen 1979 von der staatlichen Svenska Varv AB übernommen. Nachdem der zivile Schiffbau 1987 stillgelegt worden war, wurden nur noch Militärschiffe gebaut. 1989 schloss sich die Kockums AB unter ihrem eigenen Namen mit der Karlskronavarvet AB zusammen. 1999 gingen die Besitzrechte an den deutschen HDW-Konzern. Kockums Einsatz neuer Technik im letzten Jahr hat sich als erfolgreich erwiesen, so unter anderem innerhalb der Unterwassertechnologie und bei der Entwicklung von Fahrzeugen in der Geräuschtarnung. Das Kockumsunternehmen setzte 2002/2003 ca. 1,5 Milliarden SEK um und hatte 1.200 Angestellte in Schweden. Kockums gehörte von 2005 bis 2014 zu ThyssenKrupp Marine Systems, einem Tochterunternehmen des Thyssen-Krupp-Konzerns.
Im Juli 2014 erfolgte der Verkauf an Saab.

## Schiffe
- Västergötland-Klasse
- Gotland-Klasse
- Spica-Klasse
- Stockholm-Klasse
- Landsort-Klasse
- Visby-Klasse